# Flughafen Madeira Cristiano Ronaldo

i7
i11
i13
Der Flughafen Madeira – Cristiano Ronaldo (portugiesisch Aeroporto Internacional da Madeira Cristiano Ronaldo, IATA-Code: FNC, ICAO-Code: LPMA), auch Funchal Airport genannt, ist der internationale Verkehrsflughafen der zu Portugal gehörenden Atlantikinsel Madeira. Er liegt im Osten der Insel und grenzt direkt an die Stadt Santa Cruz.

## Geschichte

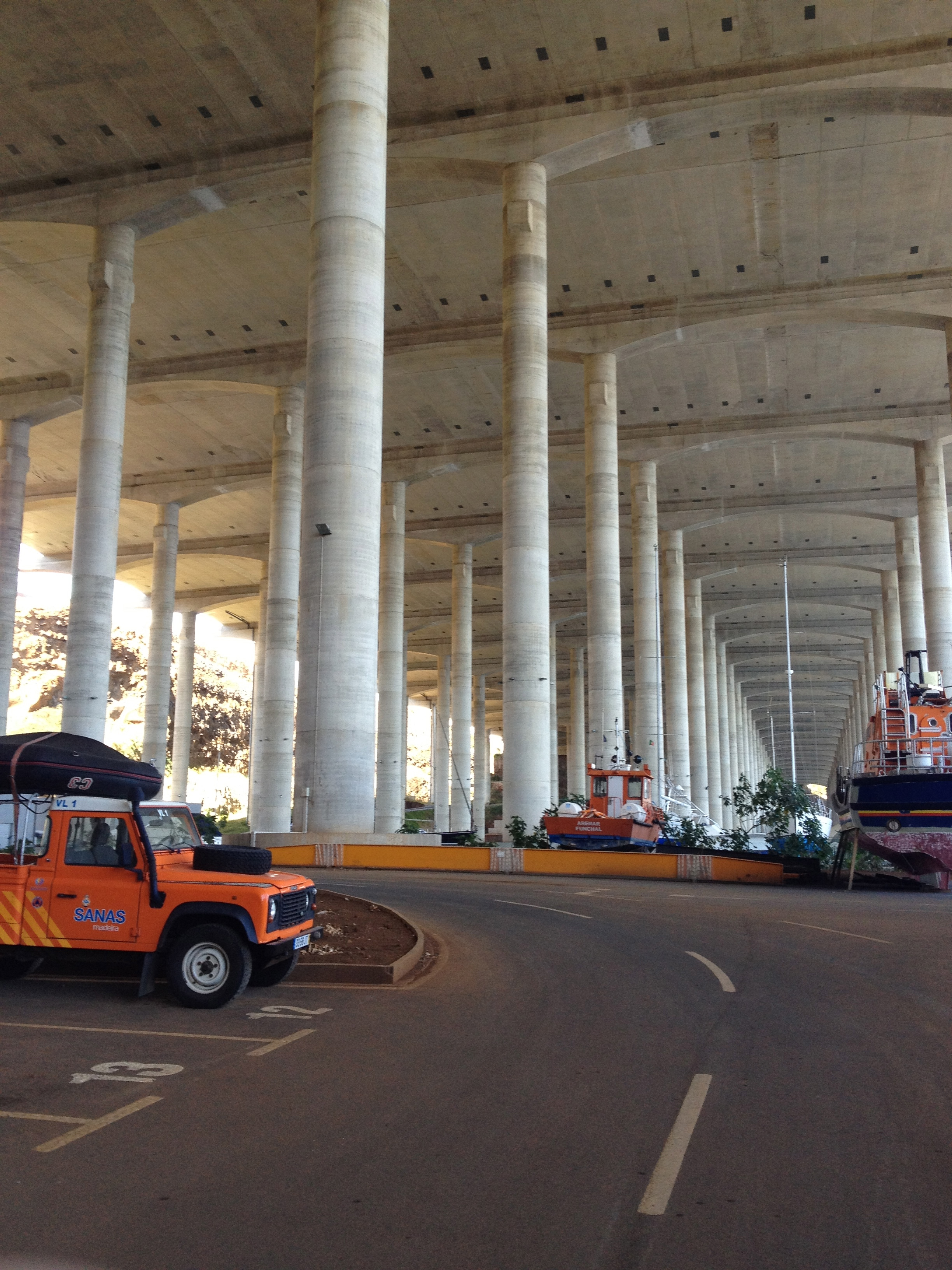
Neue Landebahn von unten

Betonkonstruktion der östlichen Landebahnhälfte
rechts: östliche Einflugschneise mit der Ponta de São Lourenço

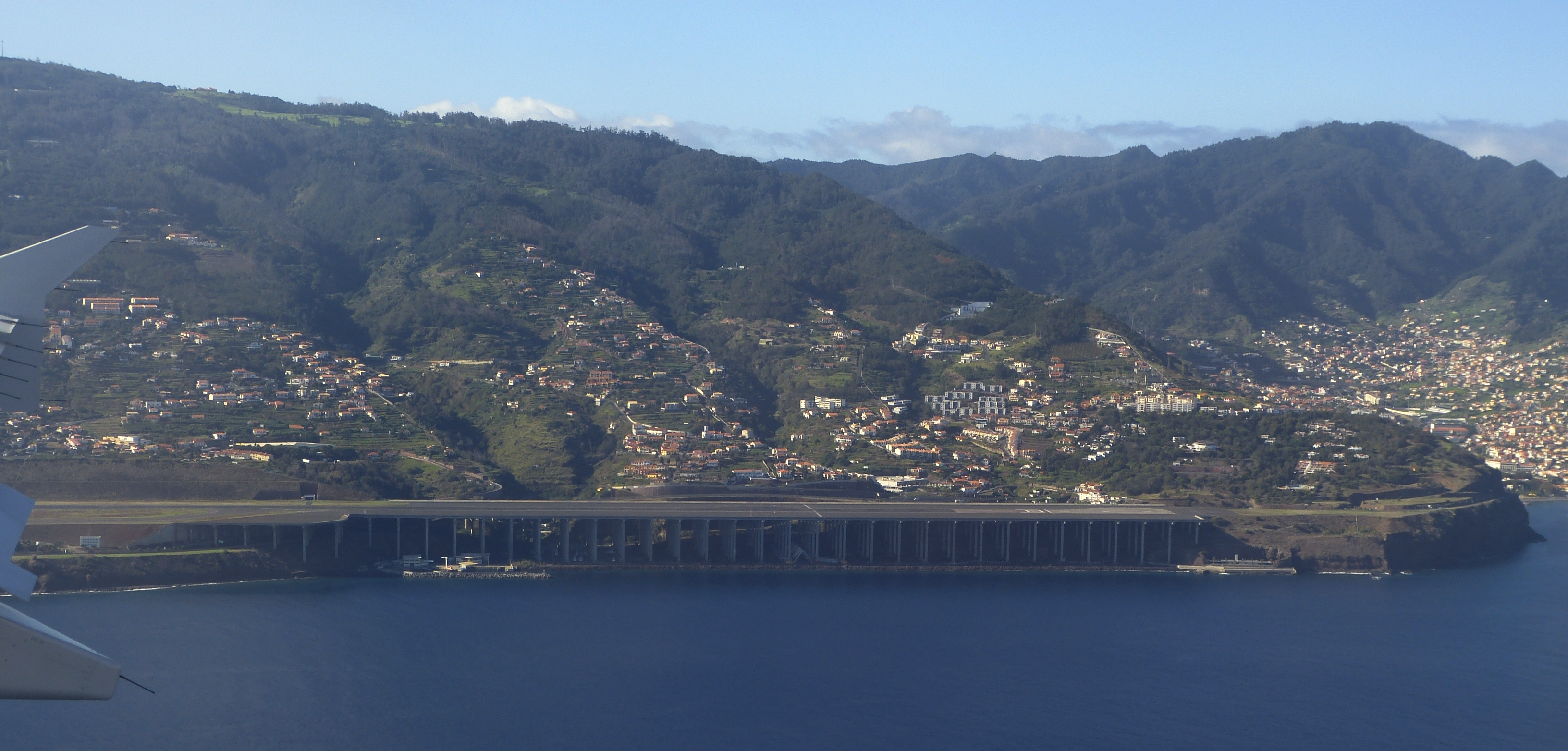
Anflug auf Madeira. Blick auf die Landebahn auf Betonpfeilern

Der Flughafen wurde am 7. Juli 1964 unter dem Namen Aeroporto de Santa Catarina eröffnet und besaß anfänglich eine nur 1600 Meter (5250 Fuß) lange Start- und Landebahn. Die Ausrichtung der Bahn betrug 60 bzw. 240 Grad = 06/24. Aufgrund der örtlichen Gegebenheiten wies die Piste ein leichtes Gefälle auf. Die nordöstliche Landebahnschwelle (24) befand sich 58 Meter über dem Meeresspiegel, das südwestliche Bahnende (06) dagegen nur 42 Meter. Seit den frühen 1970er Jahren war ein Ausbau des Flughafens geplant, mit dem aber erst im Jahr 1982 begonnen wurde. Die um 200 Meter (650 Fuß) verlängerte Start- und Landebahn wurde 1985, ein Jahr vor dem Abschluss der übrigen Baumaßnahmen, in Betrieb genommen.
Früher war der Anflug auf den Flughafen schwierig und gefürchtet, da er sich direkt am Hang der Steilküste befindet, wo Scherwinde auftreten können und die Bahn mit 1800 Metern weiterhin relativ kurz war.
Am 15. September 2000 wurde die 2777 Meter lange neue Start- und Landebahn eröffnet, auf der nun alle Flugzeugtypen landen können. Sie erhielt eine geänderte Ausrichtung von 50 bzw. 230 Grad = 05/23 und wurde über eine Bucht mit einem aufwändigen Stützenbauwerk von 1020 Metern Länge sowie 180 Metern Breite für 520 Mio. Euro realisiert. Die dabei verbauten 3 Meter dicken Betonpfeiler sind bis zu 120 Meter lang, davon bis zu 59 Meter oberirdisch, der Rest ist unterirdisch oder im Meeresgrund verankert. Das Bauwerk und die verantwortlichen Ingenieure erhielten 2004 den „Outstanding Structure Award“ der IABSE.
Die am 23. Juli 2016 angekündigte Umbenennung des Flughafens in Aeroporto de Cristiano Ronaldo wurde am 29. März 2017 vollzogen.
Ende 2024 ist ein modernes Windmesssystem auf X-Band-Radar-, LIDAR- und Ultraschall-Basis (MADeira Winds: MAD Winds, WindCube Scan) für 3,5 Mio. Euro installiert worden.
Es befindet sich in Erprobung und soll Ende 2025 offiziell in Betrieb gehen. Es liefert präzise Messungen der Windfeldes im Umkreis von 10 km um den Flughafen und ist damit weitaus genauer als Messungen per Windsack.

## Besonderheiten
Aufgrund der unmittelbaren Lage an einem Steilküstenhang und dadurch auftretender möglicher Windscherung durch Fallwinde zählt der Flughafen zu den schwierig anzufliegenden Flughäfen, zumal ein Instrumentenlandesystem fehlt und beim Anflug aus Südwest geländebedingt in der Endphase eine enge Rechtskurve geflogen werden muss. Deshalb dürfen Landungen nur von Flugkapitänen nach einer Einweisung und mit einer vorgeschriebenen Erfahrung durchgeführt werden; zudem müssen eine gewisse Anzahl an Starts und Landungen in den letzten sechs Monaten nachgewiesen werden, um diese Berechtigung aufrechtzuerhalten. Aufgrund der immer wieder schwierigen Bedingungen wurden zum Beispiel im Jahr 2019 eine Anzahl von 900 Flugzeugen umgeleitet.

## Verkehrszahlen
| Jahr | Fluggast- aufkommen (Passagiere) | Luft- fracht (t) | Flug- bewe- gungen |      | Jahr      | Fluggast- aufkommen (Passagiere) | Luft- fracht (t) | Flug- bewe- gungen |           | Jahr | Fluggast- aufkommen (Passagiere) | Luft- fracht (t) | Flug- bewe- gungen |
| 2013 | 2,36 Mio.                        | 4244             | 20.665             | 2018 | 3,18 Mio. | 3139                             | 24.131           | 2023               | 4,84 Mio. | 3970 | 31.211                           |                  |                    |
| 2014 | 2,46 Mio.                        | 3904             | 21.226             | 2019 | 3,21 Mio. | 4317                             | 23.650           | 2024               | 4,81 Mio. | 4729 | 31.804                           |                  |                    |
| 2015 | 2,61 Mio.                        | 2932             | 21.421             | 2020 | 1,12 Mio. | 3250                             | 10.997           |                    |           |      |                                  |                  |                    |
| 2016 | 2,97 Mio.                        | 2897             | 24.111             | 2021 | 1,90 Mio. | 3805                             | 16.341           |                    |           |      |                                  |                  |                    |
| 2017 | 3,20 Mio.                        | 2891             | 25.107             | 2022 | 3,87 Mio. | 3907                             | 28.021           |                    |           |      |                                  |                  |                    |

## Zwischenfälle
Seit 1973 kam es zu vier Totalverlusten von Flugzeugen (Stand März 2017), davon wurde 1974 eine geparkte
Nord Noratlas der portugiesischen Luftstreitkräfte durch einen Bombenanschlag zerstört. Bei den anderen drei Ereignissen kamen insgesamt 170 Personen ums Leben. Vollständige Liste:
- In der Nacht auf den 5. März 1973 wurde eine Sud Aviation Caravelle 10R der spanischen Aviaco (Luftfahrzeugkennzeichen EC-BID) während des Landeanflugs auf den Flughafen Madeira ins Meer geflogen. Bei diesem CFIT (Controlled flight into terrain) wurden alle drei Piloten (die einzigen Insassen) getötet.[10]

- Am 13. November 1974 wurde eine Nord Noratlas 2501D der Portugiesischen Luftstreitkräfte (PAF 6419) auf dem Flughafen Funchal durch eine Bombe irreparabel beschädigt. In der geparkten Maschine, der ehemaligen 52+42 der Luftwaffe, war die Bombe durch die rechtsradikale Terrororganisation „Madeira Archipelago Liberation Front“ (FLAMA) angebracht worden. Personen kamen nicht zu Schaden.[11]

- Am 19. November 1977 verunglückte abends eine Boeing 727-200 der Transportes Aéreos Portugueses (CS-TBR) bei der Landung auf der damals noch kurzen Landebahn. Bei starkem Regen und schlechter Sicht hatte die Maschine bereits zwei Landeversuche abbrechen müssen. Beim dritten Anflug aus Nordost setzte sie zu schnell und etwa 600 Meter (2000 Fuß) hinter der Landeschwelle auf. Wegen Aquaplanings auf der stark überschwemmten Piste konnte die Maschine auf den verbliebenen knapp 900 Metern dann nicht mehr zum Stehen gebracht werden und stürzte über das Ende der Landebahn 40 Meter tief auf die Klippen. Nur 33 der 164 Personen an Bord überlebten den Unfall. Der Unfall ereignete sich nicht beim schwierigeren Anflug aus Südwest, sondern auf dem vermeintlich einfacheren Gegenkurs mit Anflug aus Nordost über die Insel Porto Santo (siehe auch TAP-Flug 425).[12]

- Nur einen Monat später, am 18. Dezember 1977, wurde eine Caravelle 10R der Schweizer SATA (HB-ICK) während des Landeanflugs vier Kilometer südöstlich des Flughafens ins Meer geflogen. Bei diesem CFIT (Controlled flight into terrain) wurden von den 57 Personen an Bord 36 getötet. Als Ursache wurde menschliches Versagen festgestellt. Beide Piloten waren nicht zur Nachtlandung auf diesem schwierig anzufliegenden Flughafen berechtigt. Dieser Unfall trieb die Fluggesellschaft SATA in den Konkurs. Erst 34 Jahre später, im Oktober 2011, wurde das Wrack der Maschine gefunden, unerwarteterweise weniger tief, als bis dahin vermutet worden war (siehe auch S.A.-de-Transport-Aérien-Flug 730).[13][14]

## Anfahrt
StraßeDer Flughafen liegt direkt an einer der neuen Schnellstraßen, die auf der Insel Madeira in den vergangenen Jahren gebaut wurden. Die Fahrtzeit zur Hauptstadt Funchal beträgt etwa 15 Minuten.
BusEs gibt eine regelmäßige Busverbindung nach Funchal, Machico und Caniço.